# العلاقات الأذربيجانية الإماراتية
العلاقات الأذربيجانية الإماراتية هي العلاقات الثنائية التي تجمع بين أذربيجان والإمارات العربية المتحدة.

## مقارنة بين البلدين
هذه مقارنة عامة ومرجعية للدولتين:
| وجه المقارنة                                              | أذربيجان        | الإمارات العربية المتحدة |
| --------------------------------------------------------- | --------------- | ------------------------ |
| المساحة (كم2)                                             | 86.60 ألف       | 83.60 ألف                |
| عدد السكان (نسمة)                                         | 10.00 مليون     | 9.40 مليون               |
| الكثافة السكانية (ن./كم²)                                 | 115.47          | 112.44                   |
| العاصمة                                                   | باكو            | أبو ظبي                  |
| اللغة الرسمية                                             | اللغة الأذرية   | اللغة العربية            |
| العملة                                                    | مانات أذربيجاني | درهم إماراتي             |
| الناتج المحلي الإجمالي (بليون دولار)                      | 40.75 مليار     | 382.58 مليار             |
| الناتج المحلي الإجمالي (تعادل القوة الشرائية) بليون دولار | 171.56 مليار    | 640.72 مليار             |
| الناتج المحلي الإجمالي الاسمي للفرد دولار أمريكي          | 5.50 ألف        | 40.44 ألف                |
| الناتج المحلي الإجمالي للفرد دولار أمريكي                 | 17.52 ألف       | 67.67 ألف                |
| مؤشر التنمية البشرية                                      | 0.751           | 0.835                    |
| رمز المكالمات الدولي                                      | +994            | +971                     |
| رمز الإنترنت                                              | .az             | .ae، .امارات             |
| المنطقة الزمنية                                           | ت ع م+04:00     | ت ع م+04:00              |

## منظمات دولية مشتركة
يشترك البلدان في عضوية مجموعة من المنظمات الدولية، منها:
| علم المنظمة | اسم المنظمة                               | تاريخ انضمام أذربيجان | تاريخ انضمام الإمارات العربية المتحدة |
| ----------- | ----------------------------------------- | --------------------- | ------------------------------------- |
|             | منظمة التعاون الإسلامي                    | 1991                  | ?                                     |
|             | الاتحاد البريدي العالمي                   | ?                     | ?                                     |
|             | يونسكو                                    | 3 يونيو 1992          | 20 أبريل 1972                         |
|             | البنك الدولي للإنشاء والتعمير             | 18 سبتمبر 1992        | 22 سبتمبر 1972                        |
|             | وكالة ضمان الاستثمار متعدد الأطراف        | 23 سبتمبر 1992        | 20 أكتوبر 1993                        |
|             | الاتحاد الدولي للاتصالات                  | 10 أبريل 1992         | 27 يونيو 1972                         |
|             | منظمة الشرطة الجنائية الدولية             | ?                     | ?                                     |
|             | مؤسسة التمويل الدولية                     | 11 أكتوبر 1995        | 30 سبتمبر 1977                        |
|             | الأمم المتحدة                             | 2 مارس 1992           | 9 ديسمبر 1971                         |
|             | مؤسسة التنمية الدولية                     | 31 مارس 1995          | 23 ديسمبر 1981                        |
|             | منظمة حظر الأسلحة الكيميائية              | ?                     | ?                                     |
|             | المركز الدولي لتسوية المنازعات الاستشارية | 18 أكتوبر 1992        | 22 يناير 1982                         |

## وصلات خارجية
- موقع وزارة الخارجية الأذربيجانية
- موقع وزارة الخارجية الإماراتية